# Delia tibialis
Delia tibialis är en tvåvingeart som först beskrevs av Fan och Wang 1982.  Delia tibialis ingår i släktet Delia och familjen blomsterflugor. Inga underarter finns listade i Catalogue of Life.